# Kransmuur
Kransmuur (Polycarpon tetraphyllum) is een plant uit de anjerfamilie (Caryophyllaceae).
De geslachtsnaam Polycarpon slaat op 'veelvruchtig' en de soortaanduiding tetraphyllum betekent 'vierbladig'. De soort komt oorspronkelijk uit het westelijk deel van het Middellandse Zeegebied, maar heeft zich verspreid over grote delen van Europa, Australië, Noord-Amerika en zelfs Hawaï.

## Botanische beschrijving
De plant is sterk vertakt en groeit als een klein polletje langs gevels en stoepranden. De vertakkingen eindigen in vele rijkbloemige (bij)schermen. De bloemetjes zijn klein en wit- en groenachtig. De kroon-, kelk- en schutblaadjes zijn ongeveer even lang en vormen bossige plukjes die de plant een ragebolachtig uiterlijk geven.
De bovenste blaadjes staan in kransen van vier. In de Heukels' Flora van Nederland wordt niet vermeld dat lager op de stengels de kransen vaak drie- of zelfs tweetallig kunnen zijn. Dit kenmerk staat wel beschreven in de Flora Iberica.
De soort is een nieuwkomer in Nederland. In de jaren negentig werd de plant gesignaleerd in de Randstad. Een van de eerste groeiplekken lag in het oude havengebied van Amsterdam. In 2007 is kransmuur voor het eerst in Assen gevonden, het meest noordelijke voorkomen in Europa.